# NGC 1098
NGC 1098 ist eine Elliptische Galaxie mit aktivem Galaxienkern vom Hubble-Typ E/S0 im Sternbild Eridanus am Südsternhimmel. Sie ist schätzungsweise 331 Millionen Lichtjahre von der Milchstraße entfernt und hat einen Durchmesser von etwa 170.000 Lichtjahren. Gemeinsam mit NGC 1091, NGC 1092, NGC 1099 und NGC 1100 bildet sie die Hickson Compact Group 21. 
Das Objekt wurde am 17. Oktober 1885 vom US-amerikanischen Astronomen Francis Preserved Leavenworth entdeckt.